# Michel Corajoud

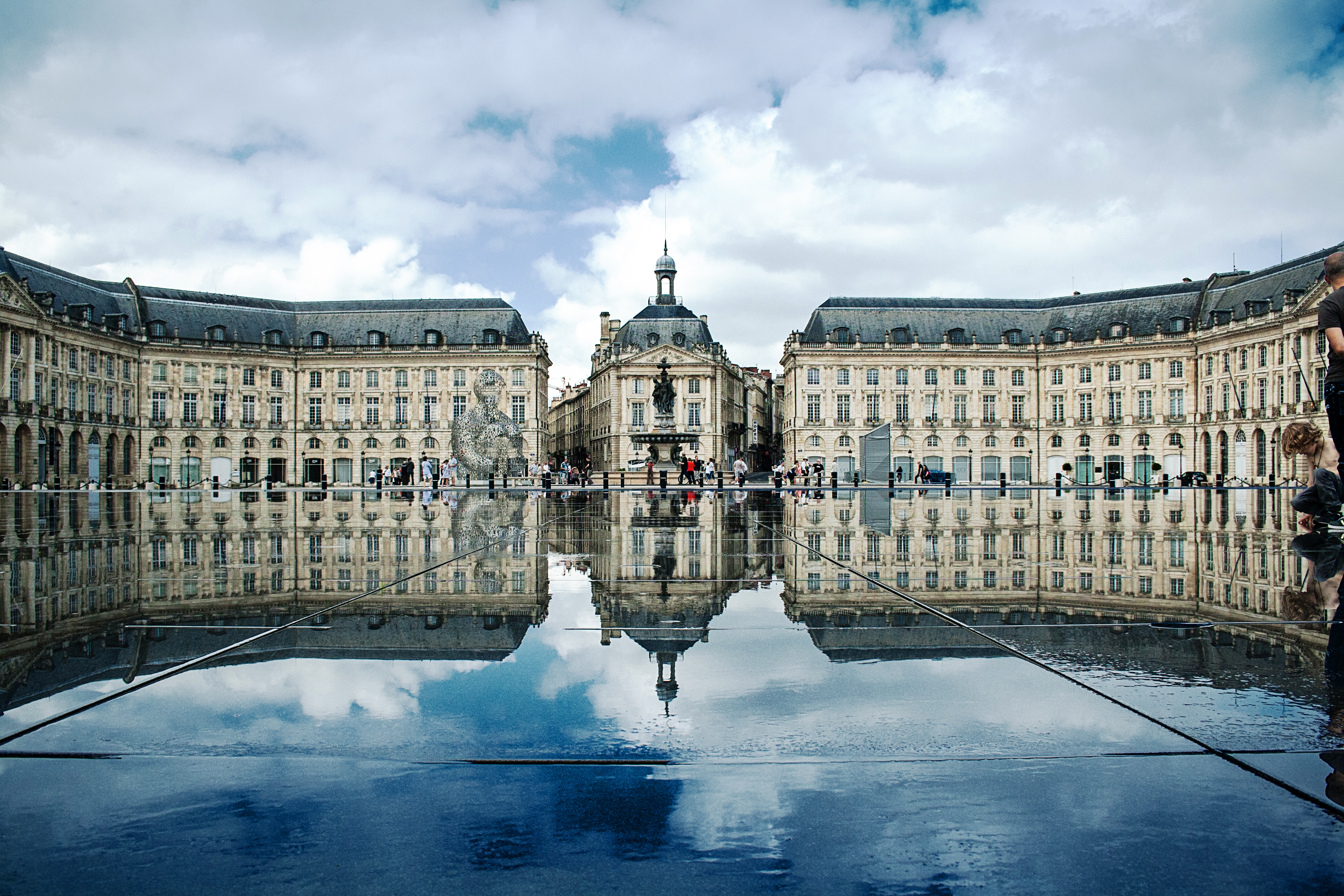
Bordeaux, Platz der Börse hinter dem Wasserspiegel von Bordeaux, der von Michel Corajoud bearbeitet wurde.

Michel Corajoud (* 14. Juli 1937 in Annecy; † 29. Oktober 2014 in Paris) war ein französischer Landschaftsarchitekt und Hochschullehrer.

## Werdegang
Michel Corajoud absolvierte eine Ausbildung an der École nationale supérieure des arts décoratifs und arbeitete anschließend bei Bernard Rousseau, einem Schüler von Le Corbusier. Mit einem Diplom des französischen Landwirtschaftsministeriums arbeitete er zunächst mit Jacques Simon zusammen (1964–1966) und anschließend mit dem Atelier d'urbanisme et d'architecture (AUA); dort bildete er mit Henri Ciriani und Borja Huidobro eine Gemeinschaft, um sich auf städtische Landschaftsgestaltung zu spezialisieren. Er lehrte an der École nationale supérieure de paysage de Versailles und der Universität Genf (1999/2002).
Michel Corajoud betrachtete sich als der Begründer der Neuorientierung des Landschaftsgestalters, wobei er sich gegen den Trend der älteren Landschaftsgestalter mit der Aussage wendet:
«Bis in die 70er Jahre wurden die französischen Landschaftsgestalter in einer Abteilung der Gartenbauschule ausgebildet, so dass ihr Wissen über Städte und ihre Architektur vernachlässigt wurde. Es ist die Idee der „Natur“, die meistens ihre Arbeit an urbanen Räumen prägte. Im Gegensatz dazu vertrete ich die Idee, dass die Arbeit des Landschaftsarchitekten die Zwischenräume in den Siedlungsräumen mit einer Art einführenden Architektur auszufüllen hat, dass eine Zusammenführung der Gebäude und der umgebenden Freiräume stattfinden muss.»
Er formulierte in „9 Verhalten für das Projekt“ (französisch 9 conduites pour le projet) seine Herangehensweise an ein Landschaftsprojekt.
Corajoud starb am 29. Oktober 2014 in Paris an Krebs.

## Werk

### Parkanlagen

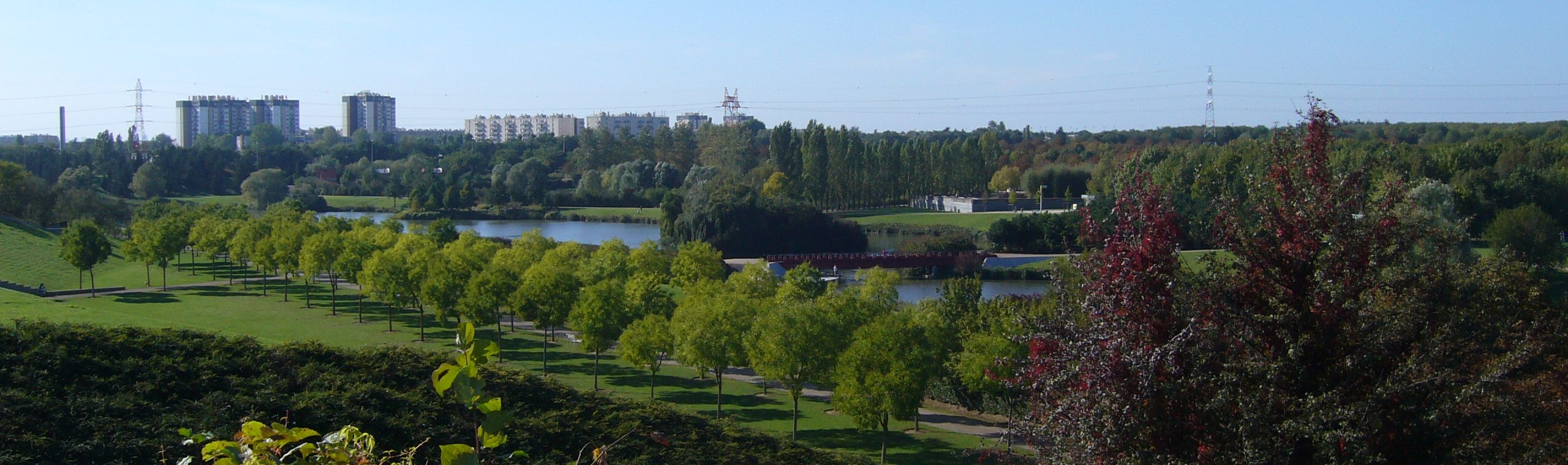
Parc Du Sausset

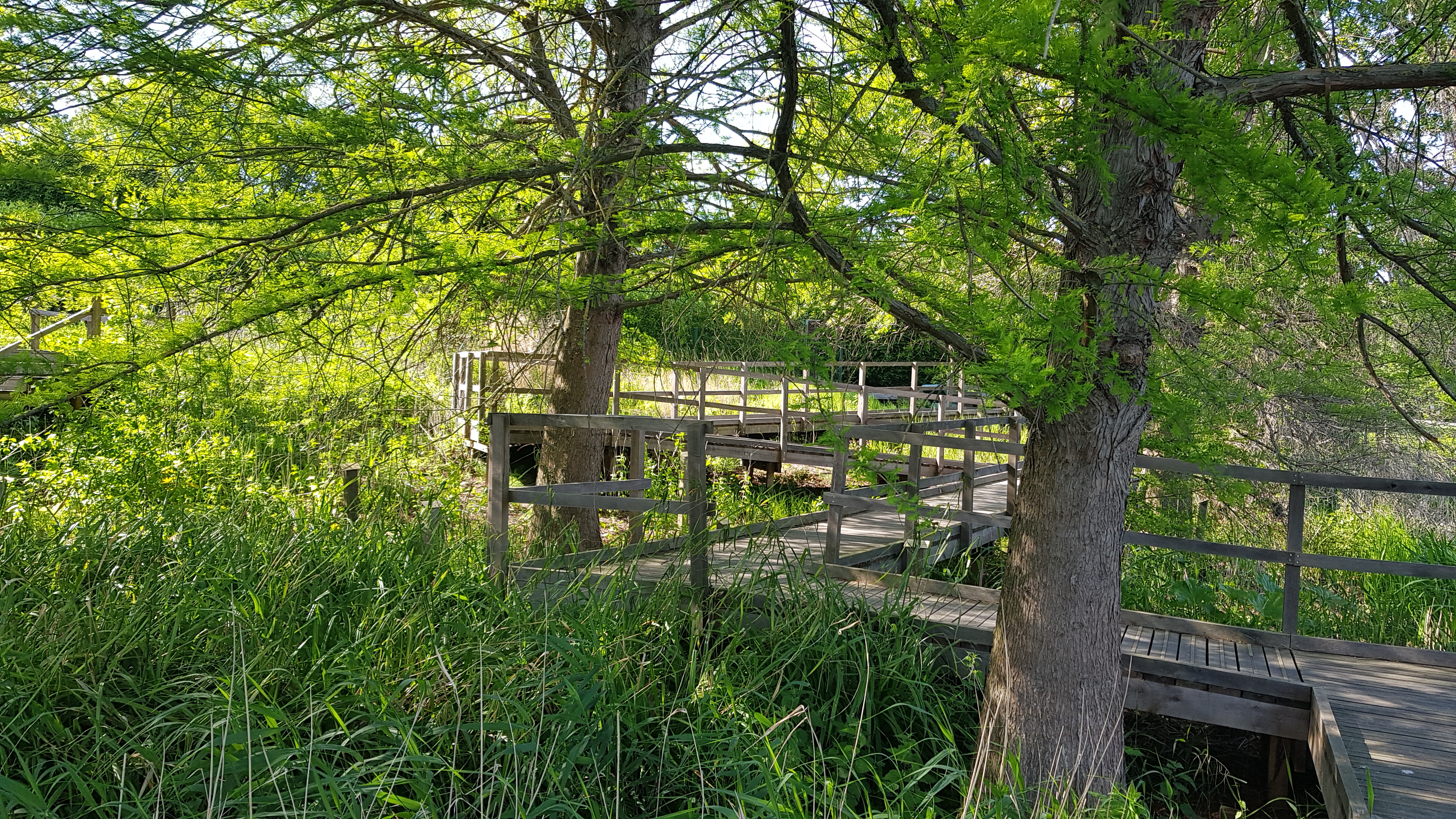
Parc du Sausset

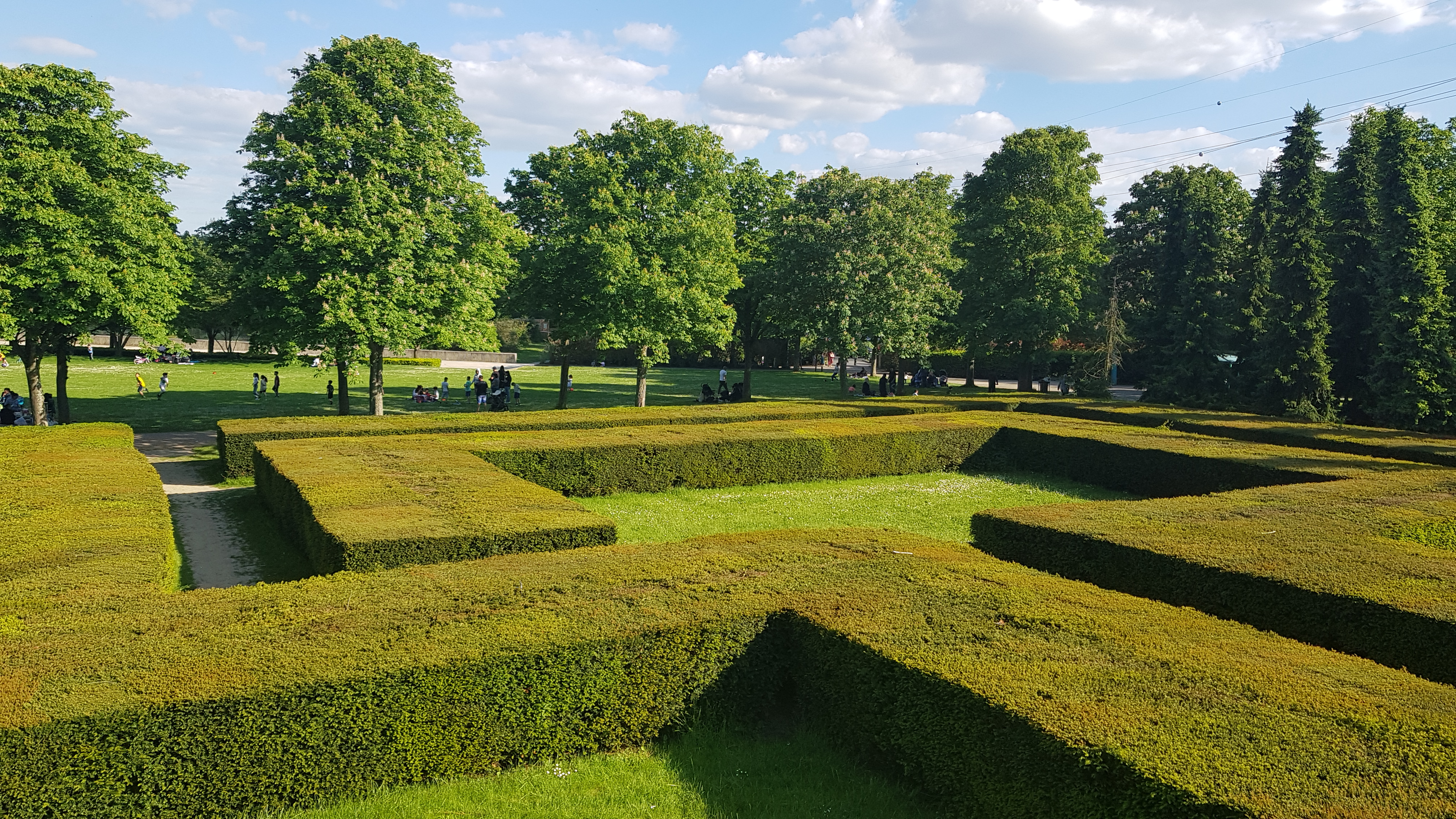
Parc du Sausset

- 2013: Gestaltung des Parks puits Couriot in Saint-Étienne zusammen mit Gautier/Conquet
- 2006: Neugestaltung des Areals des Stahlwerks Falck in Sesto San Giovanni (100 Ha) zusammen mit Renzo Piano
- 1999–2006: Parc de Gerland in Lyon (80 Ha) zusammen mit Claire Corajoud
- 2004–2006: Landschaftspark Jardins d'Éole in Paris zusammen mit Claire Corajoud
- 1999: Stadtpark in Saint-Denis auf der Insel La Réunion (20 Ha)
- 1981–2005: Parc du Sausset im Département Seine-Saint-Denis (200 Ha) zusammen mit Claire Corajoud
- 1974: Parc des Coudrays in Élancourt–Maurepas (10 Ha) zusammen mit dem AUA
- 1974: Parc Jean Verlhac à la Villeneuve de Grenoble (20 ha) zusammen mit dem AUA
- 1970: Landschaftsgestaltung von Village de vacances du CCE Air France Le Graffionier in Gassin (33 Ha) zusammen mit dem AUA

### Gestaltung öffentlicher Räume
- 2012: Landschaftliche Gestaltung des Platzes vor dem Rathaus von Troyes mit einem Wasserspiel von Pierre Luu
- 2008–2011: landschaftliche Gestaltung des Gebiets am Hügel von Bourlémont und die Begrünung des Eingangs  la végétalisation des bâtiments de la porterie und des Klosters von Renzo Piano um die Chapelle Notre-Dame-du-Haut in Ronchamp.[1]
- 2005–2006: Ufer der Loire in Orléans zusammen mit Pierre Gangnet
- 2005–2006: Platz Antonin Perrin in Lyon zusammen mit Pierre Gangnet
- 2001: Cité internationale an der Rhône in Lyon zusammen mit Renzo Piano
- 2000–2008: Linkes Ufer von Bordeaux und den Wasserspiegel von Bordeaux.
- 1998–2006: Boulevard des États-Unis in Lyon zusammen mit Pierre Gangnet
- 1998: Begrünung der Autoroute A1 bei Saint-Denis
- 1998: Avenue d'Italie in Paris zusammen mit Pierre Gangnet
- 1996: Ufer und Boulevard Charles de Gaulle in Lyon zusammen mit Renzo Piano
- 1992: Herrichtung des Eingangs in Creil und Schaffung einer Fußgängerpassage zwischen den bewaldeten Hügeln und dem Mühlenviertel.

### Studien und Mithilfe bei Besiedlungsvorhaben
- 2000 Mithilfe bei der Einrichtung der Straßenbahn auf den Ufern der Garonne in Bordeaux
- 1998 Studien zur Einrichtung der Meeresfront von Saint-Denis auf  La Réunion
- 1998 Landschafts- und städtebauliche Untersuchungen im Bereich der «murs à pêches» in Montreuil zusammen mit Souto de Moura
- 1997 Gründung der «Commission des espaces publics de la Ville» von Saint-Denis
- 1991–1999 Städtebauliches Projekt zum Stadtviertel La Plaine Saint-Denis (850 Ha) zusammen mit Hippodamos 93

## Auszeichnungen und Preise
- 2017: Stadt Bordeaux und dessen Straßenbauabteilung benennen die rechte und linke Uferpromenade «Promenade Michel Corajoud»[2]
- 2003: Grand Prix de l’urbanisme des französischen Umweltministerium
- 1999: Silbernes Band für Gestaltung an der Autobahn Autoroute du Nord, Saint-Denis
- 1999: Chevalier de l'Ordre national du Mérite
- 1993: Preis für Unterstützung des Bürgermeisters bei der Stadtplanung «Ville de Montreuil»
- 1992: Grand Prix du paysage
- 1985: Silbermedaille der Académie d'architecture «Architecture d'accompagnement» mit Claire Corajoud

## Schüler
- Henri Bava